# Bočiar
Bočiar (bis 1927 slowakisch „Bočár“, bis 1948 „Bočar“; ungarisch Bocsárd) ist eine kleine Gemeinde im Osten der Slowakei mit 242 Einwohnern (Stand 31. Dezember 2024). Sie liegt im Okres Košice-okolie, einem Teil des Košický kraj.
Mit 0,47 km² (etwa 50 Fußballfelder) ist Bočiar die nach Fläche kleinste Gemeinde im Košický kraj und eine der kleinsten Gemeinden in der Slowakei. Die Gemeinde liegt im Kaschauer Talkessel (Košická kotlina), am Bach Sokoliansky potok, der sich an der ungarischen Grenze mit dem Fluss Sartoš vereinigt und in Hidasnémeti in den Hornád fließt. Das Gemeindeareal hat weder Äcker, Wiesen oder Wälder – es besteht ausschließlich aus den Siedlungsgrundstücken.
Nachbargemeinden von Bočiar sind Sokoľany im Norden, Seňa im Osten und Süden sowie der Košicer Stadtteil Šaca im Westen.
Bočiar wurde zum ersten Mal 1249 als Boltsschar urkundlich erwähnt. Im 14. und 15. Jahrhundert wechselten die Herren über das Dorf mehrmals innerhalb verschiedener Adelsgeschlechter.  Nach der Plünderung durch türkische Truppen im Jahr 1652 zogen vermehrt slowakischstämmige Siedler nach Bočiar.

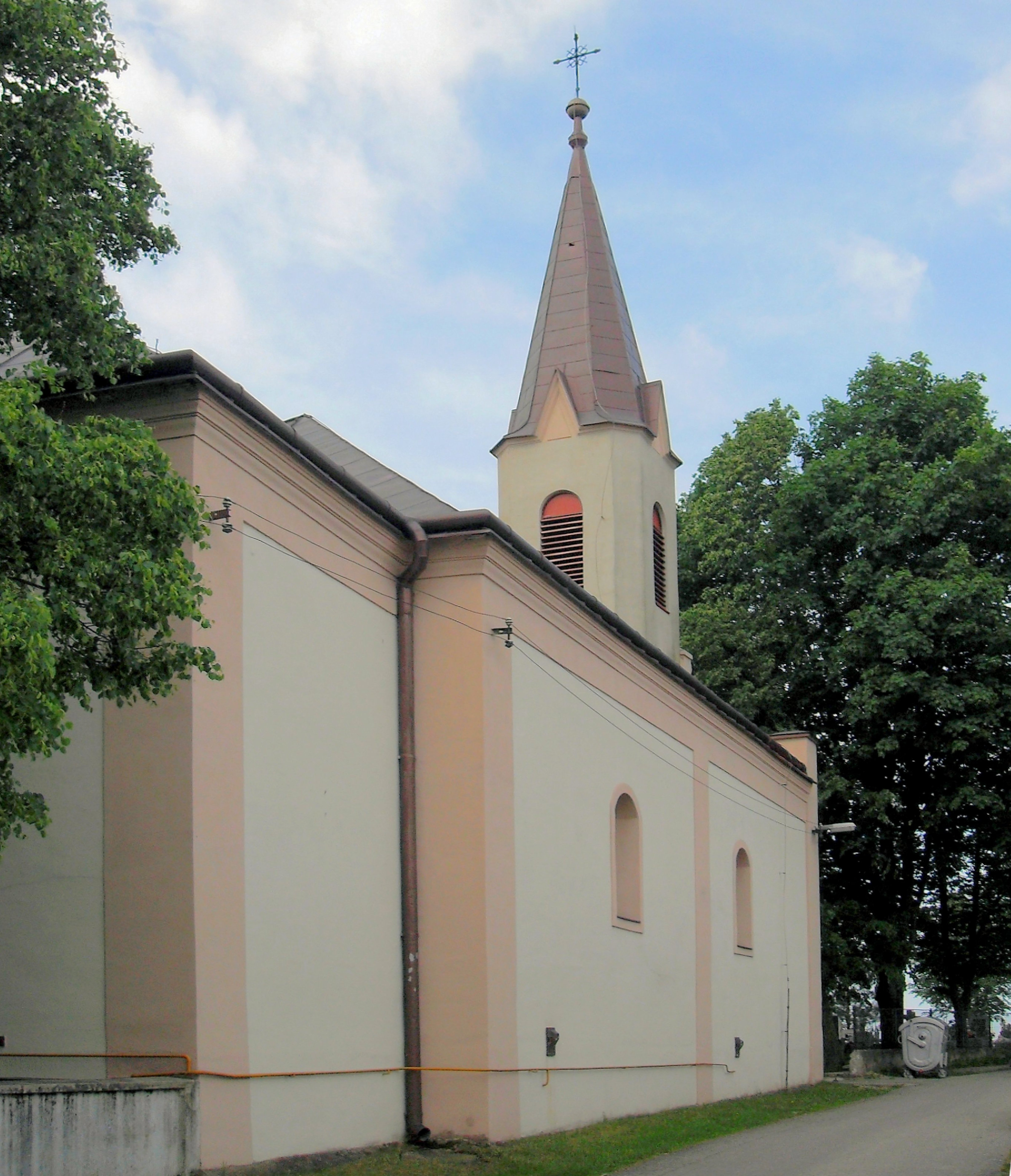
Kirche St. Emmerich

Die römisch-katholische Kirche St. Emmerich (svätého Imricha / Szent Imre) stammt aus dem Jahr 1773. Nach dem Ersten Wiener Schiedsspruch gehörte auch Bočiar von 1938 bis 1945 zum ungarischen Komitat Abaúj.

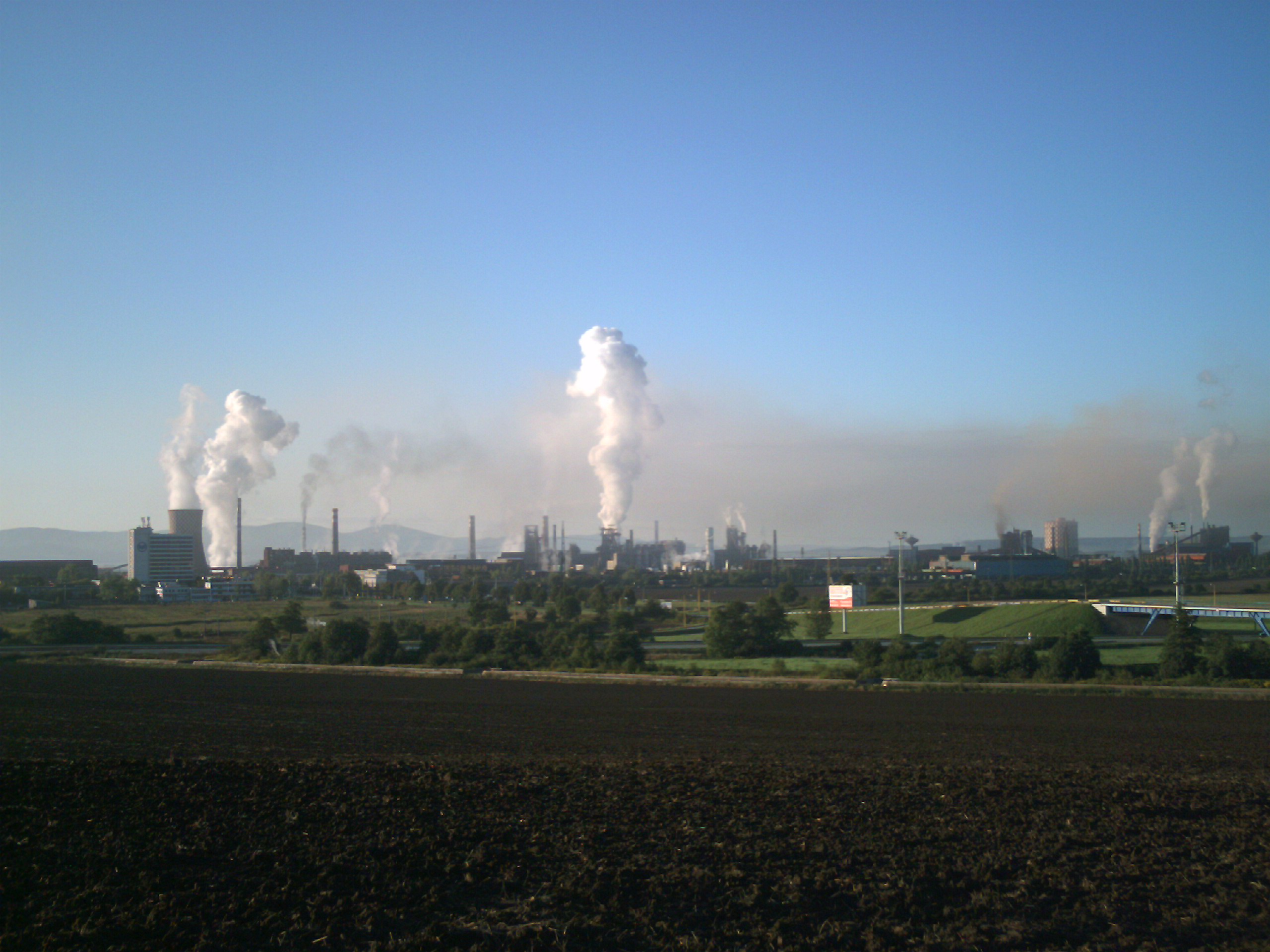
Stahlwerkkomplex U. S. Steel Košice

Prägend für die weitere Entwicklung war der Bau der Ostslowakischen Stahlwerke (heute U. S. Steel Košice) Mitte der 1960er Jahre drei Kilometer nordwestlich des Dorfes.
Von 1961 bis 1990 war Bočiar zusammen mit der heutigen Gemeinde Sokoľany ein Teil der inzwischen aufgelösten Gemeinde Hutníky.
Nach den Ergebnissen der Volkszählung 2001 lebten in Bočiar 223 Einwohner, davon 96,9 % Slowaken. 82,5 % der Bewohner bekannten sich zur römisch-katholischen Kirche.
Der nahe Stahlwerkskomplex U. S. Steel Košice ist der größte Arbeitgeber in der Slowakei, bringt aber für die Bewohner von Bočiar auch Belastungen. Hier wären die Schadstoffe der Abgase zu nennen, die bei besonderen Wetterlagen und nordwestlichen Windrichtungen zu Beeinträchtigungen führen sowie der Lärm der Hochöfen und die Geräusche beim Entladen der Kohle und des Eisenerzes im Bahn-Entladeterminal im Südosten des Stahlwerksgeländes (Die Steinkohle wird vom Gebiet rund um Ostrava per Bahn geliefert; das Eisenerz kommt aus dem ukrainischen Krywyj Rih über die Breitspurstrecke Uschhorod–Košice). Auch ein westlich des Dorfes gelegenes Entladeterminal für Zuschlagstoffe und Auskleidestoffe, die für die Stahlproduktion und das Auskleiden von Konvertern und Hochöfen benötigt werden (u. a. Magnesit), sorgt für zusätzlichen Lärm. Eine weitere Belastung für die Einwohner sind hunderte schwer beladene Lkw, die rund um die Uhr durch das Dorf rollen.

## Bevölkerung
| Jahr                | 1994 | 2004    | 2014     | 2024    |
| ------------------- | ---- | ------- | -------- | ------- |
| Anzahl der Personen | 213  | 221     | 251      | 242     |
| Unterschied         |      | +3,75 % | +13,57 % | −3,58 % |

| Jahr                | 2023 | 2024    |
| ------------------- | ---- | ------- |
| Anzahl der Personen | 244  | 242     |
| Unterschied         |      | −0,81 % |